# Rottach-Egern
Rottach-Egern (do 18 marca 1951 Rottach) – gmina w południowych Niemczech, w kraju związkowym Bawaria, w rejencji Górna Bawaria, w regionie Oberland, w powiecie Miesbach. Leży około 12 km na południowy zachód od Miesbach, nad jeziorem Tegern, przy drodze B307 i B318.
Pierwszy raz wspomniana w 748, miejscowość rybacko-rolnicza.

## Demografia
Dane o ludności z 31 grudnia 2008:
| Opis                                | Ogółem | Ogółem | Kobiety | Kobiety | Mężczyźni | Mężczyźni |
| ----------------------------------- | ------ | ------ | ------- | ------- | --------- | --------- |
| Jednostka                           | osób   | %      | osób    | %       | osób      | %         |
| Populacja                           | 5543   | 100    | 3109    | 56,09   | 2434      | 43,91     |
| Wiek przedprodukcyjny (0–17 lat)    | 737    | 13,3   | 373     | 6,73    | 364       | 6,57      |
| Wiek produkcyjny (18–65 lat)        | 2968   | 53,55  | 1646    | 29,7    | 1322      | 23,85     |
| Wiek poprodukcyjny (powyżej 65 lat) | 1838   | 33,16  | 1090    | 19,66   | 748       | 13,49     |

## Polityka
Wójtem gminy jest Franz Hafner z FWG, rada gminy składa się z 20 osób.
|      | CSU | SPD | FWG | FDP/UB | Razem |
| 2008 | 9   | 1   | 9   | 1      | 20    |
| 2002 | 10  | 1   | 8   | 1      | 20    |

## Osoby

### związane z gminą
- Hedwig Courths-Mahler - pisarka. Mieszkała tutaj i zmarła
- Leo Slezak – śpiewak operowy